# Göteborgs kommuns valkrets
Göteborgs kommuns valkrets (fram till 1970 Göteborgs stads valkrets) är en av valkretsarna vid val till riksdagen och landsting.
I riksdags- och landstingsval är de övriga valkretsarna i Västra Götalands län Västra Götalands läns norra valkrets, Västra Götalands läns västra valkrets, Västra Götalands läns södra valkrets och Västra Götalands läns östra valkrets.

## Mandatantal
Vid det första valet till enkammarriksdagen 1970 hade valkretsen 17 fasta mandat, ett antal som sänktes till 16 i valet 1982, och till 15 i valet 1994. Antalet ökade sedan igen till 16 i valet 1998 och till 17 i valet 2002. I valet 2006 hade valkretsen 17 fasta mandat. Antalet utjämningsmandat var tre i valen 1970–1973, två i valen 1976–1985, tre i valet 1988, ett i valet 1991 och två i valet 1994. I valet 2006 hade valkretsen ett utjämningsmandat.
| 1970 | 1973 | 1976 | 1979 | 1982 | 1985 | 1988 | 1991 | 1994 | 1998 | 2002 | 2006 | 2010 | 2014 | 2018 |
| ---- | ---- | ---- | ---- | ---- | ---- | ---- | ---- | ---- | ---- | ---- | ---- | ---- | ---- | ---- |
| 17   | 17   | 17   | 17   | 16   | 16   | 16   | 16   | 15   | 16   | 17   | 17   | 17   | 17   | 17   |

## Valresultat i valkretsen
| Andrakammarvalen 1911-1968 (%) | Andrakammarvalen 1911-1968 (%) | Andrakammarvalen 1911-1968 (%) | Andrakammarvalen 1911-1968 (%) | Andrakammarvalen 1911-1968 (%) | Andrakammarvalen 1911-1968 (%) | Andrakammarvalen 1911-1968 (%) | Andrakammarvalen 1911-1968 (%) | Andrakammarvalen 1911-1968 (%) | Andrakammarvalen 1911-1968 (%) | Andrakammarvalen 1911-1968 (%) | Andrakammarvalen 1911-1968 (%) |
| Valår                          | H                              | B                              | LRP                            | FFP                            | L/F                            | KDS                            | S                              | VPK                            | SP                             | ÖVR                            | Valdeltagande                  |
| ------------------------------ | ------------------------------ | ------------------------------ | ------------------------------ | ------------------------------ | ------------------------------ | ------------------------------ | ------------------------------ | ------------------------------ | ------------------------------ | ------------------------------ | ------------------------------ |
| Valår                          |                                |                                |                                |                                |                                |                                |                                |                                |                                | ÖVR                            | Valdeltagande                  |
| 1911                           | 38,4                           | -                              | -                              | -                              | 31,8                           | -                              | 29,7                           | -                              | -                              | 0,1                            | 59,4%                          |
| 1914                           | 36,8                           | -                              | -                              | -                              | 25,8                           | -                              | 37,4                           | -                              | -                              | 0,0                            | 79,7%                          |
| 1914                           | 34,7                           | -                              | -                              | -                              | 22,9                           | -                              | 42,4                           | -                              | -                              | 0,0                            | 75,2%                          |
| 1917                           | 26,4                           | -                              | -                              | -                              | 22,3                           | -                              | 43,5                           | 7,8                            | -                              | 0,0                            | 71,7%                          |
| 1920                           | 31,6                           | -                              | -                              | -                              | 20,4                           | -                              | 43,7                           | 4,3                            | -                              | 0,0                            | 61,6%                          |
| 1921                           | 27,5                           | -                              | -                              | -                              | 13,5                           | -                              | 54,3                           | 4,7                            | -                              | -                              | 56,5%                          |
| 1924                           | 28,8                           | -                              | 11,1                           | 3,5                            | -                              | -                              | 50,7                           | 5,9                            | -                              | -                              | 55,3%                          |
| 1928                           | 29,4                           | -                              | 14,3                           | 2,2                            | -                              | -                              | 45,1                           | 9,0                            | -                              | 0,0                            | 71,8%                          |
| 1932                           | 26,7                           | -                              | 8,9                            | -                              | -                              | -                              | 47,5                           | 8,8                            | 2,4                            | 5,7                            | 69,0%                          |
| 1936                           | 24,2                           | -                              | -                              | -                              | 10,3                           | -                              | 43,3                           | 12,6                           | 5,6                            | 4,0                            | 74,9%                          |
| 1940                           | 22,1                           | -                              | -                              | -                              | 11,2                           | -                              | 52,4                           | 13,3                           | 0,4                            | 0,6                            | 75,9%                          |
| 1944                           | 17,8                           | -                              | -                              | -                              | 14,9                           | -                              | 39,9                           | 24,3                           | -                              | 3,1                            | 73,3%                          |
| 1948                           | 11,0                           | -                              | -                              | -                              | 34,5                           | -                              | 38,0                           | 15,3                           | -                              | 1,2                            | 82,9%                          |
| 1952                           | 10,8                           | 0,2                            | -                              | -                              | 40,9                           | -                              | 35,8                           | 11,2                           | -                              | 1,1                            | 81,5%                          |
| 1956                           | 11,9                           | 0,1                            | -                              | -                              | 41,1                           | -                              | 35,3                           | 11,0                           | -                              | 0,6                            | 80,1%                          |
| 1958                           | 17,3                           | 0,0                            | -                              | -                              | 33,5                           | -                              | 39,9                           | 8,8                            | -                              | 0,5                            | 75,6%                          |
| 1960                           | 15,1                           | 1,8                            | -                              | -                              | 31,3                           | -                              | 42,2                           | 9,3                            | -                              | 0,3                            | 85,4%                          |
| 1964                           | 11,8                           | 2,0                            | -                              | -                              | 33,5                           | 1,4                            | 41,2                           | 10,0                           | -                              | 0,0                            | 83,4%                          |
| 1968                           | 12,0                           | 4,6                            | -                              | -                              | 30,8                           | 0,7                            | 46,5                           | 5,4                            | -                              | 0,0                            | 87,8%                          |

| Riksdagsvalen 1970- (%) | Riksdagsvalen 1970- (%) | Riksdagsvalen 1970- (%) | Riksdagsvalen 1970- (%) | Riksdagsvalen 1970- (%) | Riksdagsvalen 1970- (%) | Riksdagsvalen 1970- (%) | Riksdagsvalen 1970- (%) | Riksdagsvalen 1970- (%) | Riksdagsvalen 1970- (%) | Riksdagsvalen 1970- (%) | Riksdagsvalen 1970- (%) |
| Valår                   | M                       | C                       | L                       | KD                      | S                       | V                       | MP                      | SD                      | ÖVR                     | NyD                     | Valdeltagande           |
| ----------------------- | ----------------------- | ----------------------- | ----------------------- | ----------------------- | ----------------------- | ----------------------- | ----------------------- | ----------------------- | ----------------------- | ----------------------- | ----------------------- |
| Valår                   |                         |                         |                         |                         |                         |                         |                         |                         | ÖVR                     |                         | Valdeltagande           |
| 1970                    | 10,5                    | 9,3                     | 31,9                    | 1,0                     | 37,9                    | 8,3                     | -                       | -                       | 1,1                     | -                       | 86,4%                   |
| 1973                    | 16,3                    | 15,8                    | 18,9                    | 1,1                     | 38,2                    | 8,4                     | -                       | -                       | 1,4                     | -                       | 88,9%                   |
| 1976                    | 17,5                    | 15,9                    | 18,2                    | 0,9                     | 38,9                    | 8,1                     | -                       | -                       | 0,6                     | -                       | 90,1%                   |
| 1979                    | 24,7                    | 9,6                     | 16,2                    | 0,9                     | 37,6                    | 9,9                     | -                       | -                       | 1,2                     | -                       | 88,7%                   |
| 1982                    | 27,5                    | 7,7                     | 9,7                     | 1,4                     | 40,8                    | 10,0                    | 2,0                     | -                       | 0,6                     | -                       | 90,1%                   |
| 1985                    | 22,1                    | 5,0                     | 20,4                    | (C)                     | 40,1                    | 9,2                     | 1,3                     | -                       | 1,3                     | -                       | 88,6%                   |
| 1988                    | 20,3                    | 4,8                     | 17,0                    | 2,6                     | 37,1                    | 9,0                     | 7,8                     | 1,3                     | 1,3                     | -                       | 84,6%                   |
| 1991                    | 25,0                    | 3,1                     | 12,1                    | 7,3                     | 33,2                    | 6,8                     | 4,5                     | 0,8                     | 0,8                     | 7,1                     | 85,7%                   |
| 1994                    | 25,5                    | 2,9                     | 9,6                     | 4,3                     | 40,2                    | 8,8                     | 6,0                     | 1,1                     | 1,1                     | 1,6                     | 85,3%                   |
| 1998                    | 25,8                    | 1,7                     | 6,6                     | 12,0                    | 29,3                    | 14,9                    | 5,7                     | 3,9                     | 3,9                     | 3,9                     | 78,9%                   |
| 2002                    | 17,4                    | 1,8                     | 18,0                    | 8,6                     | 33,1                    | 11,8                    | 6,4                     | 1,6                     | 1,0                     | FI                      | 77,5%                   |
| 2002                    | 17,4                    | 1,8                     | 18,0                    | 8,6                     | 33,1                    | 11,8                    | 6,4                     | 1,6                     | 1,0                     |                         | 77,5%                   |
| 2006                    | 26,9                    | 4,5                     | 10,2                    | 6,7                     | 28,9                    | 8,7                     | 8,4                     | 2,6                     | 1,8                     | 1,3                     | 79,5%                   |
| 2010                    | 30,4                    | 3,8                     | 8,4                     | 6,1                     | 25,2                    | 8,5                     | 10,7                    | 4,9                     | 1,1                     | 0,9                     | 82,7%                   |
| 2014                    | 23,9                    | 3,8                     | 7,2                     | 4,6                     | 23,7                    | 9,4                     | 9,8                     | 9,6                     | 1,5                     | 6,5                     | 82,8%                   |
| 2018                    | 19,9                    | 7,1                     | 7,3                     | 5,5                     | 23,8                    | 14,0                    | 7,0                     | 13,5                    | 0,8                     | 1,3                     | 84,3%                   |

## Ledamöter under enkammarriksdagen (ej komplett lista)

### 1971–1973
- Paul Brundin, m
- Ove Nordstrandh, m
- Bengt Bengtsson, c
- Rune Torwald, c
- Gudmund Ernulf, fp
- Ingegärd Frænkel, fp
- Sven Gustafson, fp
- Nils Hörberg, fp
- Thorvald Källstad, fp
- Björn Molin, fp
- Birger Möller, fp
- Per Bergman, s
- Jan Bergqvist, s
- Kaj Björk, s (1971–30/6 1973)
  - Lars-Ingvar Sörenson, s (3/7–31/12 1973)
- Tage Erlander, s
- Kurt Hugosson, s
- Doris Håvik, s
- Valter Kristenson, s
- Lisa Mattson, s
- Karl Hallgren, vpk
- Gunvor Ryding, vpk

### 1974–1975/76
- Inger Lindquist, m
- Ove Nordstrandh, m
- Bo Siegbahn, m
- Bengt Bengtsson, c
- Christina Rogestam, c
- Rune Torwald, c
- Ingegärd Frænkel, fp
- Sven Gustafson, fp
- Nils Hörberg, fp
- Björn Molin, fp
- Per Bergman, s
- Jan Bergqvist, s
- Gösta Gustafsson, s
- Kurt Hugosson, s
- Doris Håvik, s
- Valter Kristenson, s
- Lisa Mattson, s
- Lars-Ingvar Sörenson, s
- Karl Hallgren, vpk
- Gunvor Ryding, vpk

### 1976/77–1978/79
- Inger Lindquist, m
- Ove Nordstrandh, m
- Bo Siegbahn, m
- Bengt Bengtsson, c
- Christina Rogestam, c
- Holger Bergqvist, fp
- Ingegärd Frænkel, fp
  - Stina Svegland, fp (ersättare för Ingegärd Frænkel 4/10–5/11 1976)
- Nils Hörberg, fp
- Björn Molin, fp
  - Stina Svegland, fp (ersättare 3/10–10/11 1978)
- Per Bergman, s
- Jan Bergqvist, s
- Kurt Hugosson, s
- Doris Håvik, s
- Valter Kristenson, s
- Lisa Mattson, s
- Lars-Ingvar Sörenson, s
- Rolf Hagel, vpk 4/10 1976–10/3 1977, – 11/3–31/12 1977, apk 1/1 1978–1978/79
- Karl Hallgren, vpk
  - Marie-Ann Johansson, vpk (ersättare 14/3–14/4 1977)

### 1979/80–1981/82
- Inger Lindquist, m
- Jan Prytz, m
- Sonja Rembo, m
- Bo Siegbahn, m
- Lars Tobisson, m
- Christina Rogestam, c
- Rune Torwald, c
- Kerstin Ekman, fp
- Bertil Hansson, fp (statsråd 1–12/10 1979)
  - Holger Bergqvist, fp (ersättare för Bertil Hansson 1–12/10 1979)
- Björn Molin, fp (statsråd 6 oktober 1981–3 oktober 1982)
  - Erling Bager, fp (ersättare för Björn Molin 1981/82)
  - Stina Svegland, fp (ersättare 25 maj–10 juni 1981)
- Per Bergman, s
- Jan Bergqvist, s
- Kurt Hugosson, s
- Doris Håvik, s
- Valter Kristenson, s
- Lisa Mattson, s
- Lars-Ingvar Sörenson, s
  - Gösta Gustafsson, s (16/11–19/12 1979)
  - Inga-Britt Johansson, s (ersättare 20/11–20/12 1980)
  - Inga-Britt Johansson, s (ersättare 14/10–15/11 1981)
- Alexander Chrisopoulos, vpk
- Marie-Ann Johansson, vpk

### 1982/83–1984/85
- Lars Ahlström, m
- Hugo Hegeland, m
- Sonja Rembo, m
- Göran Riegnell, m
- Lars Tobisson, m
- Rune Torwald, c
- Kerstin Ekman, fp
- Björn Molin, fp (statsråd 4–8/10 1982)
  - Erling Bager, fp (ersättare för Björn Molin 4–8/10 1982)
  - Erling Bager, fp (ersättare för Björn Molin 15/10–21/11 1984)
- Jan Bergqvist, s
- Kurt Hugosson, s
- Doris Håvik, s
- Inga-Britt Johansson, s
- Valter Kristenson, s
- Lisa Mattson, s
- Lars-Ingvar Sörenson, s
- Sten Östlund, s
  - Torgny Larsson, s (ersättare 19/11–19/12 1984)
  - Torgny Larsson, s (ersättare 4/2–20/6 1985)
- Alexander Chrisopoulos, vpk
- Marie-Ann Johansson, vpk
  - Maj Kempe, vpk (ersättare 4/10 1982–10/4 1983)
  - Maj Kempe, vpk (ersättare 25/2–20/6 1985)

### 1985/86–1987/88
- Lars Ahlström, m
- Hugo Hegeland, m
- Sonja Rembo, m
- Lars Tobisson, m
- Rune Thorén, c
- Erling Bager, fp
- Kerstin Ekman, fp
  - Jörgen Weibull, fp (ersättare för Kerstin Ekman 6/6–5/7 1988)
- Björn Molin, fp (1985/86–31/10 1986)
  - Kerstin Keen, fp (1/11 1986–1987/88)
- Ingela Mårtensson, fp
- Jan Bergqvist, s
- Bengt Göransson, s (statsråd under mandatperioden)
  - Anneli Hulthén, s (ersättare för Bengt Göransson 11/5 1987–1987/88)
- Kurt Hugosson, s (1985/86–11/5 1987)
- Sven Hulterström, s (statsråd 18/10 1985–1987/88)
  - Marianne Carlström, s (ersättare för Sven Hulterström 18/10 1985–1987/88)
  - Torgny Larsson, s (ersättare 1985/86–10/5 1987; ledamot 11/5 1987–1987/88)
- Doris Håvik, s
- Inga-Britt Johansson, s
- Sten Östlund, s
- Alexander Chrisopoulos, vpk
- Viola Claesson, vpk

### 1988/89–1990/91
- Lars Ahlström, m
- Hugo Hegeland, m
- Tom Heyman, m
- Sonja Rembo, m (ledig 12/2–23/3 1990 samt 19/4–2/6 1991)
- Rune Thorén, c
- Erling Bager, fp
- Kerstin Ekman, fp
- Ingela Mårtensson, fp
  - Lars Härneman, fp (ersättare 27/11–26/12 1990)
- Elisabet Franzén, mp
- Claes Roxbergh, mp
- Jan Bergqvist, s
- Bengt Göransson, s (statsråd under mandatperioden)
  - Anneli Hulthén, s (ersättare för Bengt Göransson under mandatperioden)
- Sven Hulterström, s (1988/89–16/3 1990; statsråd 1988/89–11/1 1990)
  - Marianne Carlström, s (ersättare för Sven Hulterström 1988/89–16/3 1990; ledamot 17/3 1990–1990/91)
- Doris Håvik, s
- Inga-Britt Johansson, s
- Torgny Larsson, s
- Sten Östlund, s
- Alexander Chrisopoulos, vpk/v
- Viola Claesson, vpk/v

### 1991/92–1993/94
- Lennart Fridén, m
- Hugo Hegeland, m
- Tom Heyman, m
- Sonja Rembo, m (ledig 9/3–15/5 1992 samt 23/3–19/5 1993)
  - Göran Lindblad, m (ersättare 1993)
- My Persson, m
- Ingrid Näslund, kds
- Rune Thorén, c
- Erling Bager, fp
- Ingela Mårtensson, fp
- Johan Brohult, nyd 1991/92–24/1 1993, – 25/1 1993–1993/94
  - Simon Liliedahl, nyd (6/10 1993–21/6 1994)
- Jan Bergqvist, s
- Bengt Göransson, s (1/10 1991, statsråd)
  - Marianne Carlström, s (ersättare för Bengt Göransson 30/9 1991, ledamot 1/10 1991–1993/94)
- Doris Håvik, s
- Inga-Britt Johansson, s
- Torgny Larsson, s
- Sten Östlund, s
- Johan Lönnroth, v

### 1994/95–1997/98
- Lennart Fridén, m
- Tom Heyman, m
- My Persson, m
- Sonja Rembo, m (1994/95–15/9 1997)
  - Göran Lindblad, m (ledamot från 16/9 1997)
- Ingrid Näslund, kds/kd
- Erling Bager, fp
- Eva Flyborg, fp
  - Mikael Janson, fp (ersättare 20/10–19/12 1997)
- Claes Roxbergh, mp (ledamot 3–18/10 1994)
  - Kia Andreasson, mp (ledamot från 19/10 1994)
- Jan Bergqvist, s
- Claes-Göran Brandin, s
- Marianne Carlström, s
- Sven Hulterström, s
- Anneli Hulthén, s (ledamot 1994/95–9/10 1995)
  - Siw Wittgren-Ahl, s (ersättare för Inga-Britt Johansson 10/1–9/10 1995, ledamot från 10/10 1995)
- Inga-Britt Johansson, s (ledig 10/1–9/10 1995)
- Sten Östlund, s
- Johan Lönnroth, v
- Hanna Zetterberg, v

### 1998/99–2001/02
- Eva Flyborg, fp[5]
- Per Landgren, kd[5]
- Ingrid Näslund, kd[5] (1998/99–31/1 2000)
  - Annelie Enochson, kd (1/2 2000–2001/02)
- Lennart Fridén, m[5]
- Tom Heyman, m[5]
- Göran Lindblad, m[5]
- Cecilia Magnusson, m[5]
- Anita Sidén, m[5]
- Kia Andreasson, mp[5]
- Jan Bergqvist, s[5]
- Claes-Göran Brandin, s[5]
- Marianne Carlström, s[5]
- Sven Hulterström, s[5]
- Siw Wittgren-Ahl, s[5]
- Berit Jóhannesson, v[5]
- Johan Lönnroth, v[5]
- Rolf Olsson, v[5]

### 2002/03–2005/06
- Erling Bager, fp[6]
- Axel Darvik, fp[6]
- Eva Flyborg, fp[6]
- Cecilia Nilsson (senare Cecilia Wigström), fp[6]
- Annelie Enochson, kd[6]
- Per Landgren, kd[6]
- Göran Lindblad, m[6]
- Cecilia Magnusson, m[6]
- Anita Sidén, m[6]
- Claes Roxbergh, mp[6]
- Claes-Göran Brandin, s[6]
- Gunilla Carlsson, s[6]
- Marianne Carlström, s[6]
- Lars Johansson, s[6]
- Leif Pagrotsky, s[6] (statsråd under mandatperioden)
  - Rolf Lindén, s (ersättare för Leif Pagrotsky)
- Siw Wittgren-Ahl, s[6]
- Berit Jóhannesson, v[6]
- Johan Lönnroth, v[6] (30/9 2002–6/2 2003; ledig 15/11–31/12 2002)

### 2006/07–2009/10
- Eva Selin Lindgren, c[7]
- Eva Flyborg, fp[7]
- Cecilia Wigström, fp[7]
- Annelie Enochson, kd[7]
- Lisbeth Grönfeldt Bergman, m[7]
- Lars Hjälmered, m[7]
- Göran Lindblad, m[7]
- Cecilia Magnusson, m[7]
- Hans Rothenberg, m[7]
- Max Andersson, mp[7]
- Karla López, mp[7] (2006/07–13/11 2007)[8]
  - Lage Rahm, mp (från och med 14/11 2007)[8]
- Claes-Göran Brandin, s[7]
- Gunilla Carlsson, s[7]
- Lars Johansson, s[7]
- Leif Pagrotsky, s[7]
- Siw Wittgren-Ahl, s[7]
- Hans Linde, v[7]
- Eva Olofsson, v[7]

### 2010/11–2013/14
- Anders Flanking, C[9]
- Eva Flyborg, FP[9]
- Annelie Enochson, KD[9]
- Susanna Haby, M[9]
- Lars Hjälmered, M[9]
- Cecilia Magnusson, M[9]
- Hans Rothenberg, M[9]
- Abdirizak Waberi M[9]
- Valter Mutt, MP[9]
- Lise Nordin, MP[9]
- Gunilla Carlsson, S[9]
- Shadiye Heydari, S[9]
- Lars Johansson, S[9]
- Mattias Jonsson, S[9]
- Leif Pagrotsky, S[9]
- Sven-Olof Sällström, SD[9]
- Hans Linde, V[9]
- Eva Olofsson, V[9]

### 2014/15–2017/18
- Rickard Nordin, C[10]
- Robert Hannah, FP/L[10]
- Aron Modig, KD[10]
- Lars Hjälmered, M[10]
- Cecilia Magnusson, M[10]
- Hans Rothenberg, M[10]
- Lisbeth Sundén Andersson, M[10]
- Valter Mutt, MP[10]
- Lise Nordin, MP[10]
- Johan Büser, S[10]
- Gunilla Carlsson, S[10]
- Anna Johansson, S[10] (statsråd från 3/10 2014)
  - Shadiye Heydari, S (ersättare för Anna Johansson från 3/10 2014)
- Mattias Jonsson, S[10]
- Martin Kinnunen, SD[10]
- Jimmy Ståhl, SD[10]
- Maj Karlsson, V[10]
- Hans Linde, V[10] (2014/15–6/6 2017)
  - Yasmine Posio Nilsson, V (från 7/6 2017)

### 2018/19–2021/22
- Rickard Nordin, C[11]
- Hampus Hagman, KD[11]
- Robert Hannah, L[11]
  - Henrik Edin, L (ersättare för Robert Hannah 13/3–16/5 2019)
- Maria Nilsson, L[11]
- Lars Hjälmered, M[11]
  - Åsa Hartzell, M (ersättare för Lars Hjälmered 25/2–10/5 2019)
- Marie-Louise Hänel Sandström, M[11]
- David Josefsson, M[11]
  - Åsa Hartzell, M (ersättare för David Josefsson 1/9–30/11 2021)
- Hans Rothenberg, M[11]
- Leila Ali-Elmi, MP[11]
- Anna Sibinska, MP[11]
- Johan Büser, S[11]
- Gunilla Carlsson, S[11]
- Anna Johansson, S[11]
- Mattias Jonsson, S[11]
- Alexander Christiansson, SD[11]
- Dennis Dioukarev, SD[11]
- Tony Haddou, V[11]
- Maj Karlsson, V[11]
- Yasmine Posio, V[11]

### 2022/23–2025/26
- Rickard Nordin, C[12]
- Magnus Berntsson, KD[12]
- Robert Hannah, L[12]
- Gustaf Göthberg, M[12]
- Marie-Louise Hänel Sandström, M[12]
- David Josefsson, M[12]
- Leila Ali Elmi, MP[12]
- Emma Nohrén, MP[12]
- Johan Büser, S[12]
- Gunilla Carlsson, S[12]
- Dženan Cišija, S[12]
- Mattias Jonsson, S[12]
- Amalia Rud Pedersen, S[12]
- Dennis Dioukarev, SD[12]
- Jimmy Ståhl, SD[12]
- Björn Tidland, SD[12]
- Tony Haddou, V[12]
- Maj Karlsson, V[12]

## Riksdagsledamöter i första kammaren
Göteborg var en egen valkrets i första kammaren under hela tvåkammarriksdagen. Ledamöterna valdes av Göteborgs stadsfullmäktige, utom vid valen 1921, 1926 och 1934 då valet förrättades av ett särskilt elektorskollegium. Antalet mandat var ett vid 1866 års val och utökades till två 1875, tre 1886, fyra 1905, fem 1917, sex i valet 1934, sju 1944 och slutligen åtta år 1958. I september 1911 hölls för första gången val med den proportionella valmetoden. I november 1911 hölls val igen (Förstakammarvalet i Sverige 1911) efter första kammarens upplösning av kungen, och de ledamöter valda i septembervalet är inte med i den här listan.

### 1867–1911 (successivt förnyade mandat)
- Carl Wærn, FK:s min 1867–1872, min 1888–1899 (1867–1899) 
  - Olof Melin, min 1900–1904, mod 1905–1907 (1900–1907)
    - August Wijkander, mod (1908–1911)
- Janne Ekman, skån (1875–1882)
  - Oscar Ekman (1883–1887)
    - Sigfrid Wieselgren, min 1888–1904, mod 1905–1907, vilde 1908–1910 (1888–1910)
      - Carl August Kjellberg, fh (1911)
- Charles Dickson, min (20/3 1886–1895)
  - Philip Leman, min 1896–1904 (1896–25/4 1905)
    - Erik Wijk, mod (första urtima riksmötet 1905–21/3 1910)
      - Erik Trana, fh (14/4 1910–1911)
- Harald Sternhagen (1905)
  - Gustaf Boman, mod (1906–1911)

### 1912–1917
- Carl Bastiat Hamilton, n (1912–andra riksmötet 1914)
  - Richard Jonson, n (1915)
    - Herman Kunze, n (1916–1917)
- Erik Trana, n (1912–17/11 1916)
  - Fredrik Hegardt, n (1917)
- Karl Karlsson, lib s
- Otto Mannheimer, lib s
- Ola Waldén, s (9/2–31/12 1917; mandatet inrättat 1917)

### 1918–lagtima riksmötet 1919
- Gustaf Boman, n
- August Lillienau, n
- Otto Mannheimer, lib s
- Hjalmar Wijk, lib s
- Carl Svensson, s (1918)
  - Anders Lindblad, s (1919)

### Urtima riksmötet 1919–1921
- Gustaf Boman, n
- Sam Clason, n
- Hjalmar Wijk, lib s
- Anders Lindblad, s
- Ernst Wigforss, s

### 1922–1926
- Gustaf Boman, n
- Kerstin Hesselgren, lib s 1922–1923, frisinnad vilde 1924–1926
- Gustav Hansson, s
- Anders Lindblad, s
- Ernst Wigforss, s

### 1927–1934
- Gustaf Boman, n (1927–19/3 1934)
  - Helge Almquist, n (3/4–31/12 1934)
- Edvard Lithander, n (1927–1928)
  - Anshelm Nordborg, n (1929–1934)
  - David Otto Silfverstolpe, n (1934)
- Gustav Hansson, s (1927–1932)
  - Emil Rosén, s (1933–1934)
- Anders Lindblad, s
- Ernst Wigforss, s (1927–1928)
  - Emil Kristensson, s (1929–25/2 1931)
    - Edgar Sjödahl, s (20/3 1931–1934)

### 1935–1942
- Anshelm Nordborg, h (1935–28/8 1942)
  - Per Waller, h (3/10–31/12 1942)
- Gösta Rahmn, h (1935–lagtima riksmötet 1939)
  - Martin Sandorf, h (16/9 1939–1940)
    - Thore Wennqvist, h (15/1 1941–1942)
- Knut Petersson, fp
- Rickard Lindström, s
- Edgar Sjödahl, s
- Otto Wangson, s (1935–1937)
  - Theodor Magnusson, s (14/1 1938–1942)

### 1943–1950
- Eric Ericsson, h
- Knut Petersson, fp (1943–2/5 1945)
  - Erik Wetter, fp (17/5 1945–1947)
    - Sven Ohlon, fp (1948–1950)
- Henry Johansson, s
- Rickard Lindström, s (1943–16/7 1950)
  - Harald Svensson, s (2/8–31/12 1950)
- Edgar Sjödahl, s
- Anna Sjöström-Bengtsson, s
- Nils Holmberg, k (23/2 1944–1946; mandatet inrättat 1944)
  - Anton Norling, k (1947–1950)

### 1951–1958
- Gunnar Svärd, h (1951–1957)
  - Gustaf Henry Hansson, h (1958)
- Sven Ohlon, fp
- Carl Schmidt, fp (1958; mandatet inrättat 1958)
- Per Bergman, s
- Edgar Sjödahl, s
- Anna Sjöström-Bengtsson, s
- Anton Norling, k
- Ola Persson, k (1951–1954)
  - Gunnar Öhman, k (1955–1958)

### 1959–1966
- Gustaf Henry Hansson, h
- Erik Boheman, fp
- Carl Schmidt, fp (1959–1964)
  - Gudmund Ernulf, fp (1965–1966)
- Ingrid Segerstedt Wiberg, fp
- Sven Aspling, s
- Per Bergman, s (1959–1964)
  - Torsten Hansson, s (1965–1966)
- Lisa Mattson, s
- Gunnar Öhman, k (1959–1962)
  - Gunnar Adolfsson, k (1963–1966)

### 1967–1970
- Paul Brundin, h/m
- Erik Boheman, fp
- Gudmund Ernulf, fp
- Ingrid Segerstedt Wiberg, fp
- Sven Aspling, s
- Kaj Björk, s
- Torsten Hansson, s
- Lisa Mattson, s

## Riksdagsledamöter i andra kammaren
Göteborg var egen valkrets även i andra kammaren. Antalet mandat var fyra i valet 1866 och ökade till fem i valet 1869, sex 1875, sju 1878, åtta 1884, nio i extravalet 1887 och tio 1890. I valet 1896, då mandatfördelningen ändrades till städernas nackdel, sjönk antalet mandat till nio, och vid införandet av proportionellt valsystem i valet 1911 minskade antalet ytterligare till sju. Därefter ökade det åter till åtta i valet 1920, nio 1924, tio 1940, elva 1948, tolv 1952 och tretton 1968.

### 1867–1869
- Albert Björck
- S. A. Hedlund, min
- Julius Lindström, min
- Olof Wijk d.y., min

### 1870–1872
- Carl Kjellberg
- Julius Lindström, min
- Viktor Rydberg
- Olof Wijk d.y., min
- Carl Fredrik Winkrans, min

### 1873–1875
- Charles Dickson, c
- Peter Hammarberg, c
- Aron Philipsson, c
- Eduard von Schoultz, c
- Olof Wijk d.y., c

### 1876–1878
- Charles Dickson, c
- Anders Wilhelm Levgren, c
- Aron Philipsson, c (1876–1877)
  - Peter Hammarberg, c (1878)
- Eduard von Schoultz, c (1876–1877)
  - Frans Almén (1878)
- Sigfrid Wieselgren, c
- Olof Wijk d.y., c

### 1879–1881
- Charles Dickson, c
- Oscar Ekman
- Peter Hammarberg, c
- S. A. Hedlund, lmp
- Sven Sjöblom
- Sigfrid Wieselgren, c
- Olof Wijk d.y., c 1879

### 1882–1884
- Charles Dickson, c 1882, nya c 1883–1884
- S. A. Hedlund, lmp (1882–1883)
  - Lars Gustaf Bratt (1884)
- Peter Hammarberg, c 1882, nya c 1883–1884
- Olof Melin, partilös 1882, nya c 1883–1884
- Sven Sjöblom (1882)
  - Carl Fredrik Winkrans, nya c (1883–1884)
- Sigfrid Wieselgren, c 1882, nya c 1883–1884
- Olof Wijk d.y.

### 1885–första riksmötet 1887
- Charles Dickson, nya c (1885–20/3 1886)
  - August Törngren (16/4 1886–1887)
- Peter Hammarberg, nya c
- Olof Melin, nya c
- Jon Siljeström, nya c
- Sigfrid Wieselgren, nya c
- Olof Wijk d.y.
- Carl Fredrik Winkrans, nya c
- Wilhelm Wretlind, nya c

### Andra riksmötet 1887
- Jacob Dahl
- Peter Hammarberg, nya c
- Olof Melin, nya c
- Jon Siljeström, nya c
- Gustaf Svanberg
- Olof Wijk d.y.
- August Wijkander
- Carl Fredrik Winkrans, nya c
- Wilhelm Wretlind, nya c

### 1888–1890
- Josef Andrén
- Johan Christian Bratt, AK:s c 1889–1890
- Ludvig Essén (1888–1889)
  - Peter Lundén (1890)
- Anders Fredrik Liljeholm, partilös 1888, AK:s c 1889–1890
- Axel Lilljequist, AK:s c 1889–1890
- Olof Melin, AK:s frp 1888, AK:s c 1889–1890
- Olof Wijk d.y.
- Carl Fredrik Winkrans
- Wilhelm Wretlind

### 1891–1893
- Josef Andrén (1891–3/5 1892)
  - Edvard Rodhe (urtima riksmötet 1892–1893)
- Johan Christian Bratt, AK:s c
- Henrik Hedlund, gamla lmp
- Anders Fredrik Liljeholm, AK:s c
- Axel Lilljequist, AK:s c
- Olof Melin, AK:s c
- Gustaf Svanberg, AK:s c 1891–1892, bmp 1893
- Johan August Westerberg
- August Wijkander, AK:s c
- Carl Fredrik Winkrans

### 1894–1896
- Henrik Ahrenberg, AK:s c
- Berndt Hedgren, partilös 1894, fr c 1895–1896
- Anders Fredrik Liljeholm, AK:s c 1894, fr c 1895–1896
- Georg Liljenroth, bmp 1894, nya c 1895–1896
- Axel Lilljequist
- Olof Melin, AK:s c 1894, fr c 1895–1896
- Gustaf Svanberg, bmp 1894, nya c 1895–1896
- Erik Wijk, AK:s c 1894, nya c 1895–1896
- August Wijkander, AK:s c 1894, fr c 1895–1896
- Fredrik Åkerblom

### 1897–1899
- Ernst Carlson, vilde
- Berndt Hedgren, fr c 1897, Friesenska 1898–1899
- Karl Karlsson, folkp
- Anders Fredrik Liljeholm, fr c 1897, Friesenska 1898–1899
- Georg Liljenroth, vilde
- Olof Melin, fr c 1897, Friesenska 1898–1899
- Fritz Pegelow, Friesenska
- Gustaf Svanberg, vilde
- Erik Wijk, Friesenska

### 1900–1902
- Oskar Berg, lib s
- Ernst Carlson, lib s
- Berndt Hedgren, lib s
- Henrik Hedlund, lib s
- Karl Karlsson, lib s
- Jean Kinnman, lib s (23/1 1900–1902)
- Anders Fredrik Liljeholm, lib s
- Hugo Segerdahl, lib s
- Erik Wijk, lib s

### 1903–1905
- Oskar Berg, lib s
- Ernst Carlson, lib s
- Henrik Hedlund, lib s
- Karl Karlsson, lib s
- Hugo Segerdahl, lib s
- Erik Wijk, lib s (1903–lagtima riksmötet 1905)
  - Rudolf Kjellén (1905 års urtima riksmöten)
- Knut Killander, vilde
- Hjalmar Setterberg, vilde
- Erik Trana, vilde

### 1906–1908
- Oskar Berg, lib s
- Dan Broström, lib s
- Johan Ekman, lib s
- Karl Karlsson, lib s
- Johan Larsson, lib s
- Erik Röing, lib s
- Hugo Segerdahl, lib s (1906–1907)
  - Anders Lindblad, s (1908)
- Hjalmar Wijk, lib s
- Rudolf Kjellén, vilde

### 1909–1911
- Oskar Berg, lib s
- Dan Broström, lib s
- Johan Ekman, lib s
- Karl Karlsson, lib s
- Johan Larsson, lib s (1909)
  - Wilhelm R. Lundgren, nfr (1910–1911)
- Erik Röing, lib s
- Hjalmar Wijk, lib s
- Emil Kristensson, s
- Anders Lindblad, s

### 1912–första riksmötet 1914
- Erik Indebetou, lmb
- Edvard Lithander, lmb
- Vilhelm Lundström, lmb
- Erik Röing, lib s
- Hjalmar Wijk, lib s
- Magnus Bengtsson, s
- Emil Kristensson, s

### Andra riksmötet 1914
- Erik Indebetou, lmb
- Vilhelm Lundström, lmb
- Erik Röing, lib s
- Hjalmar Wijk, lib s
- Magnus Bengtsson, s
- Emil Kristensson, s
- Algot Törnkvist, s

### 1915–1917
- Edvard Lithander, lmb
- Peter Rydholm, lmb
- Alexander Thore, lmb
- Erik Röing, lib s
- Magnus Bengtsson, s 1916, s vgr 1917
- Emil Kristensson, s
- Algot Törnkvist, s

### 1918–1920
- Edvard Lithander, lmb
- Alexander Thore, lmb
- Erik Röing, lib s
- Wilhelm Björck, s
- Emil Kristensson, s
- Algot Sjöström, s
- Algot Törnkvist, s (1918–11/2 1919)
  - Julius Hedvall, s (28/2 1919–1920)

### 1921
- Edvard Lithander, lmb
- Per Pehrsson, lmb
- Alexander Thore, lmb
- Erik Röing, lib s
- Julius Hedvall, s
- Carl Wilhelm Oskar Höglund, s
- Emil Kristensson, s
- Algot Sjöström, s

### 1922–1924
- Edvard Lithander, lmb
- Per Pehrsson, lmb
- Erik Röing, lib s 1922–1923, lib 1924
- Julius Hedvall, s
- Carl Wilhelm Oskar Höglund, s
- Emil Kristensson, s
- Algot Sjöström, s
- Nelly Thüring, s

### 1925–1928
- Edvard Lithander, lmb (1925–1926)
  - Alexander Thore, lmb (1927–1928)
- Helge Almquist, lmb
- Per Pehrsson, lmb
- Erik Röing, lib
- Julius Hedvall, s
- Carl Wilhelm Oskar Höglund, s
- Emil Kristensson, s
- Algot Sjöström, s
- Nelly Thüring, s

### 1929–1932
- Edvard Lithander, lmb
- Erik Olson, lmb
- Per Pehrsson, lmb
- Björn Prytz, lib (1929–1930)
  - Theodor Wijkander, lib (1931–1932)
- Julius Hedvall, s (1929–1/4 1931)
  - Ove Ekberg, s (27/4 1931–1932)
- Carl Wilhelm Oskar Höglund, s
- Curt Larsson, s (1929)
  - Algot Sjöström, s (1930–1932)
- Albin Ström, s
- Ernst Wigforss, s

### 1933–1936
- Edvard Lithander, lmb 1933–1934, h 1935–1936
- Erik Olson, lmb (1933)
  - Ivar Sefve, lmb 1934, h 1935–1936 (1934–1936)
- Per Pehrsson, lmb 1933–1934, h 1935–1936
- Josef Ekman, lib 1933–1934, fp 1935–1936
- Evert Frankenberg, s
- Axel Lundqvist, s (1/1–20/4 1933)
  - Torsten Henrikson, s 1933, sp 1934–1936 (9/5 1933–1936)
- Olof Nilsson, s
- Albin Ström, s 1933, sp 1934–1936
- Ernst Wigforss, s

### 1937–1940
- Edvard Lithander, h
- Arvid Hellberg, h (1937–1939)
  - Otto Meijer, h (19/1–31/12 1940)
- Carl Gustav Tengström, fp (1937–12/6 1940)
  - Karin Kihlman, fp (8/7–31/12 1940)
- Evert Frankenberg, s (1937)
  - Märta Öberg, s (1938–1940)
- Olof Nilsson, s
- Abel Sundberg, s
- Ernst Wigforss, s
- Solveig Rönn-Christiansson, k
- Knut Senander, k

### 1941–1944
- Erik Olson, h
- Ivar Sefve, h
- Bertil von Friesen, fp
- Sven Andersson, s
- Sven Lundgren, s
- Olof Nilsson, s
- Abel Sundberg, s
- Ernst Wigforss, s
- Märta Öberg, s
- Knut Senander, k

### 1945–1948
- Erik Olson, h
- Ivar Sefve, h
- Bertil von Friesen, fp
- Olof Nilsson, s
- Abel Sundberg, s
- Ernst Wigforss, s (1945–1947)
  - Sven Lundgren, s (1948)
- Märta Öberg, s
- Gunnar Dahlgren, k
- Solveig Rönn-Christiansson, k
- Knut Senander, k

### 1949–1952
- Walter Edström, h
- Brita Elmén, fp
- Bertil von Friesen, fp
- Sven Gustafson, fp
- Carl Schmidt, fp
- Rolf Edberg, s
- Olof Nilsson, s
- Jerker Svensson, s
- Märta Öberg, s
- Gunnar Dahlgren, k
- Knut Senander, k

### 1953–1956
- Walter Edström, h
- Brita Elmén, fp
- Bertil von Friesen, fp
- Sven Gustafson, fp
- Ture Königson, fp
- Carl Schmidt, fp
- Olof Andreasson, s
- Rolf Edberg, s (1953–12/7 1956)
  - Erik Samuelson, s (27/7–31/12 1956)
- Olof Nilsson, s
- Jerker Svensson, s
- Märta Öberg, s
- Knut Senander, k

### 1957–första riksmötet 1958
- Bengt Bengtsson, h
- Stina Wallerius, h
- Brita Elmén, fp
- Bertil von Friesen, fp
- Sven Gustafson, fp
- Ture Königson, fp
- Carl Schmidt, fp (1957)
  - Ingrid Segerstedt Wiberg, fp (1958)
- Olof Andreasson, s
- Valter Kristenson, s
- Olof Nilsson, s
- Elisabet Sjövall, s
- Knut Senander, k

### Andra riksmötet 1958–1960
- Bengt Bengtsson, h
- Stina Wallerius (från 1959 Wallerius-Gunne), h
- Brita Elmén, fp
- Bertil von Friesen, fp
- Sven Gustafson, fp
- Ture Königson, fp
- Olof Andreasson, s
- Gunnar Carlsson, s
- Valter Kristenson, s
- Olof Nilsson, s
- Elisabet Sjövall, s
- Knut Senander, k

### 1961–1964
- Bengt Bengtsson, h (1961–16/10 1962)
  - Ove Nordstrandh, h (16/10 1962–1964)
- Stina Gunne, h
- Brita Elmén, fp
- Bertil von Friesen, fp
- Sven Gustafson, fp
- Thorvald Källstad, fp
- Olof Andreasson, s
- Gunnar Carlsson, s
- Valter Kristenson, s
- Olof Nilsson, s
- Elisabet Sjövall, s
- Knut Senander, k (1961–1962)
  - Gunvor Ryding, k (1963–1964)

### 1965–1968
- Ove Nordstrandh, h
- Bengt-Olof Thylén, h
- Brita Elmén, fp (1965–1966)
  - Ingegärd Frænkel, fp (1967–1968)
- Bertil von Friesen, fp
- Sven Gustafson, fp
- Thorvald Källstad, fp
- Per Bergman, s
- Kaj Björk, s (1965–1966)
  - Kurt Hugosson, s (1967–1968)
- Gunnar Carlsson, s
- Valter Kristenson, s
- Elisabet Sjövall, s
- Gunvor Ryding, k/vpk

### 1969–1970
- Ove Nordstrandh, m
- Bengt-Olof Thylén, m
- Ingegärd Frænkel, fp
- Bertil von Friesen, fp
- Sven Gustafson, fp
- Thorvald Källstad, fp
- Per Bergman, s
- Jan Bergqvist, s
- Kurt Hugosson, s
- Doris Håvik, s
- Valter Kristenson, s
- Lars-Ingvar Sörenson, s
- Gunvor Ryding, vpk

### Valresultat 1890-1908
| Partier                       | Partier                                                 | Partier                  |
| ----------------------------- | ------------------------------------------------------- | ------------------------ |
| Socialister                   |                                                         | Socialdemokraterna       |
| Liberaler /frihandlare        |                                                         | Liberala samlingspartiet |
| Liberaler /frihandlare        | Partilös liberal                                        |                          |
| Liberaler /frihandlare        | Folkpartiet                                             |                          |
| Liberaler /frihandlare        | Frihandelsvänliga centern                               |                          |
| Liberaler /frihandlare        | Friesenska diskussionsklubben                           |                          |
| Liberaler /frihandlare        | Andra kammarens frihandelsparti /Andra kammarens center |                          |
| Liberaler /frihandlare        | Partilös frihandlare                                    |                          |
| Högerfrihandlare              |                                                         |                          |
|                               | Gamla Lantmannapartiet                                  |                          |
|                               | Borgmästarpartiet                                       |                          |
| Konservativa /protektionister |                                                         | Partilös protektionist   |
| Konservativa /protektionister | Fosterländska förbundet                                 |                          |
| Konservativa /protektionister | Partilös konservativ                                    |                          |
| Övriga                        |                                                         | Annat                    |

#### Ordinarie val
| 1890 | 1890                        | 1890   | 1890  |
| Kandidat | Kandidat                    | Röster | %     |
| --- | --------------------------- | ------ | ----- |
| | Olof Melin                  | 2 499  | 98,2  |
| | Johan Christian Bratt       | 2 478  | 97,3  |
| | Carl Fredrik Winkrans       | 2 089  | 82,1  |
| | Anders Fredrik Liljeholm    | 2 030  | 79,7  |
| | Gustaf Svanberg             | 1 952  | 76,7  |
| | August Wijkander            | 1 782  | 70,0  |
| | Josef Andrén                | 1 726  | 67,8  |
| | Axel Lilljequist            | 1 424  | 55,9  |
| | Henrik Hedlund              | 1 154  | 45,3  |
| | Johan August Westerberg     | 1 066  | 41,9  |
| | Erik Wijk                   | 954    | 37,5  |
| | Fredrik Åkerblom            | 839    | 33,0  |
| | Alfred Söderberg            | 607    | 23,8  |
| | August Törngren             | 491    | 19,3  |
| | Gustaf Snoilsky             | 483    | 19,0  |
| | Johan Christopher Carlander | 465    | 18,3  |
| | Tycho Lindeqvist            | 451    | 17,7  |
| | A.J. Lundström              | 446    | 17,5  |
| | Anton Rosell                | 437    | 17,2  |
| | G. Torstensson              | 406    | 15,9  |
| | Robert Bersén               | 403    | 15,8  |
| | Övriga                      | 1 278  | 50,2  |
| Giltiga röster | Giltiga röster              | 2 546  | 100,0 |
| Valdeltagande: 2 556 eller 41,2 %. Valet ägde rum den 12 september 1890. Källa: Göteborgs Veckoblad 18 september 1890. |                             |        |       |

| 1893 | 1893                     | 1893   | 1893  |
| Kandidat | Kandidat                 | Röster | %     |
| --- | ------------------------ | ------ | ----- |
| | Olof Melin               | 3 214  | 98,2  |
| | Anders Fredrik Liljeholm | 3 213  | 98,2  |
| | Axel Lilljequist         | 3 188  | 97,4  |
| | Erik Wijk                | 2 941  | 89,9  |
| | Henrik Ahrenberg         | 2 723  | 83,2  |
| | August Wijkander         | 2 207  | 67,5  |
| | Gustaf Svanberg          | 2 189  | 66,9  |
| | Berndt Hedgren           | 1 841  | 56,3  |
| | Georg Liljenroth         | 1 606  | 49,1  |
| | Fredrik Åkerblom         | 1 594  | 48,7  |
| | Ernst Carlson            | 1 467  | 44,8  |
| | Henrik Hedlund           | 1 296  | 39,6  |
| | Otto B. Bolm             | 1 086  | 33,2  |
| | Edvard Herman Rodhe      | 1 079  | 33,0  |
| | Gustaf Jansson           | 1 049  | 32,1  |
| | Peter Lundén             | 876    | 26,8  |
| | Övriga                   | 1 151  | 35,2  |
| Giltiga röster | Giltiga röster           | 3 272  | 100,0 |
| Valdeltagande: 3 292 eller 51,0 %. Valet ägde rum den 12 september 1893. Källa: Nerikes Allehanda 15 september 1893. |                          |        |       |

| 1896 | 1896                     | 1896   | 1896  |
| Kandidat | Kandidat                 | Röster | %     |
| --- | ------------------------ | ------ | ----- |
| | Erik Wijk                | 3 676  | 98,5  |
| | Gustaf Svanberg          | 3 651  | 97,9  |
| | Olof Melin               | 2 213  | 59,3  |
| | Anders Fredrik Liljeholm | 2 206  | 59,1  |
| | Berndt Hedgren           | 2 178  | 58,4  |
| | Fritz Pegelow            | 2 157  | 57,8  |
| | Ernst Carlson            | 2 014  | 54,0  |
| | Georg Liljenroth         | 1 885  | 50,5  |
| | Karl Karlsson            | 1 884  | 50,5  |
| | Peter Lundén             | 1 743  | 46,7  |
| | Fredrik Åkerblom         | 1 716  | 46,0  |
| | Peter Rydholm            | 1 708  | 45,8  |
| | Rudolf Kjellén           | 1 552  | 41,6  |
| | Henrik Wetterström       | 1 532  | 41,1  |
| | N. Andersson             | 1 531  | 41,0  |
| | Karl Nordmark            | 1 525  | 40,9  |
| | Övriga                   | 408    | 10,9  |
| Giltiga röster | Giltiga röster           | 3 731  | 100,0 |
| Valdeltagande: 3 756 eller 54,7 %. Valet ägde rum den 11 september 1896. Källa: Göteborgs Aftonblad 14 september 1896. |                          |        |       |

| 1899 | 1899                     | 1899   | 1899  |
| Kandidat | Kandidat                 | Röster | %     |
| --- | ------------------------ | ------ | ----- |
| | Erik Wijk                | 3 767  | 99,1  |
| | Olof Melin               | 3 758  | 98,9  |
| | Ernst Carlson            | 3 728  | 98,1  |
| | Berndt Hedgren           | 3 401  | 89,5  |
| | Anders Fredrik Liljeholm | 3 384  | 89,1  |
| | Karl Karlsson            | 2 320  | 61,1  |
| | Oskar Berg               | 2 066  | 54,4  |
| | Hugo Segerdahl           | 2 057  | 54,1  |
| | Henrik Hedlund           | 1 943  | 54,1  |
| | Erik Trana               | 1 839  | 48,4  |
| | Georg Liljenroth         | 1 758  | 46,3  |
| | F.O. Peterson            | 1 650  | 43,4  |
| | Rudolf Kjellén           | 1 524  | 40,1  |
| | Övriga                   | 1 005  | 26,4  |
| Giltiga röster | Giltiga röster           | 3 800  | 100,0 |
| Valdeltagande: 3 826 eller 51,4 %. Valet ägde rum den 8 september 1899. Källa: Göteborgs Aftonblad 9 september 1899. |                          |        |       |

| 1902 | 1902                 | 1902   | 1902  |
| Kandidat | Kandidat             | Röster | %     |
| --- | -------------------- | ------ | ----- |
| | Erik Wijk            | 5 957  | 99,3  |
| | Ernst Carlson        | 5 952  | 99,2  |
| | Erik Trana           | 3 186  | 53,1  |
| | Hjalmar Setterberg   | 3 149  | 52,5  |
| | Karl Karlsson        | 3 135  | 52,3  |
| | Hugo Segerdahl       | 3 116  | 52,0  |
| | Oskar Berg           | 3 104  | 51,8  |
| | Knut Killander       | 3 043  | 50,7  |
| | Henrik Hedlund       | 3 041  | 50,7  |
| | Erik Mellgren        | 3 039  | 50,7  |
| | Henrik Wetterström   | 2 944  | 49,1  |
| | Oswald Kuylenstierna | 2 847  | 47,5  |
| | R. Conricus          | 2 819  | 47,0  |
| | C.J. Gardell         | 2 813  | 46,9  |
| | K.J. Rosén           | 2 790  | 46,5  |
| | Gustaf Jansson       | 2 703  | 45,1  |
| | Övriga               | 335    | 5,6   |
| Giltiga röster | Giltiga röster       | 5 997  | 100,0 |
| Valdeltagande: 6 008 eller 65,1 %. Valet ägde rum den 19 september 1902. Källa: Göteborgs Aftonblad 26 september 1902. |                      |        |       |

| 1905 | 1905               | 1905   | 1905  |
| Kandidat | Kandidat           | Röster | %     |
| --- | ------------------ | ------ | ----- |
| | Karl Karlsson      | 4 312  | 55,2  |
| | Dan Broström       | 4 278  | 54,8  |
| | Johan Ekman        | 4 256  | 54,5  |
| | Hugo Segerdahl     | 4 234  | 54,2  |
| | Oskar Berg         | 4 142  | 53,0  |
| | Johan Larsson      | 4 101  | 52,5  |
| | Hjalmar Wijk       | 4 036  | 51,7  |
| | Erik Röing         | 3 981  | 51,0  |
| | Rudolf Kjellén     | 3 836  | 49,1  |
| | Erik Trana         | 3 788  | 48,5  |
| | R. Conricus        | 3 693  | 47,3  |
| | Axel Söderblom     | 3 664  | 46,9  |
| | Claes Grill        | 3 643  | 46,6  |
| | Karl Åkesson       | 3 576  | 45,8  |
| | Henrik Wetterström | 3 561  | 45,6  |
| | Gustaf Werner      | 3 527  | 45,1  |
| | C.G. Weinberg      | 3 497  | 44,8  |
| | Ludvig Stavenow    | 2 947  | 37,7  |
| | Anders Lindblad    | 1 222  | 15,6  |
| | Övriga             | 23     | 0,3   |
| Giltiga röster                                                                                                   | Giltiga röster     | 7 813  | 100,0 |
| Valdeltagande: 7 840 eller 70,1 %. Valet ägde rum den 15 september 1905. Källa: Östgötaposten 22 september 1905. |                    |        |       |

| 1908 | 1908                | 1908   | 1908  |
| Kandidat | Kandidat            | Röster | %     |
| --- | ------------------- | ------ | ----- |
| | Johan Ekman         | 11 685 | 99,7  |
| | Karl Karlsson       | 6 809  | 58,1  |
| | Dan Broström        | 6 803  | 58,0  |
| | Hjalmar Wijk        | 6 775  | 57,8  |
| | Johan Larsson       | 6 740  | 57,5  |
| | Oskar Berg          | 6 739  | 57,5  |
| | Erik Röing          | 6 720  | 57,3  |
| | Emil Kristensson    | 6 351  | 54,2  |
| | Anders Lindblad     | 6 330  | 54,0  |
| | Vilhelm Lundström   | 5 183  | 44,2  |
| | Wilhelm R. Lundgren | 5 120  | 43,7  |
| | Karl Åkesson        | 5 091  | 43,4  |
| | Erik Trana          | 5 064  | 43,2  |
| | Anders Atterberg    | 5 029  | 42,9  |
| | Peter Rydholm       | 5 015  | 42,8  |
| | Albin Carlsson      | 5 013  | 42,8  |
| | Gustaf Åhlund       | 4 971  | 42,4  |
| | Övriga              | 96     | 0,8   |
| Giltiga röster | Giltiga röster      | 11 726 | 100,0 |
| Valdeltagande: 11 739 eller 72,1 %. Valet ägde rum den 18 september 1908. Källa: Östgötaposten 25 september 1908. |                     |        |       |

#### Fyllnadsval
| 1890 | 1890             | 1890   | 1890  |
| Kandidat | Kandidat         | Röster | %     |
| --- | ---------------- | ------ | ----- |
| | Peter Lundén     | 481    | 40,5  |
| | August Wijkander | 398    | 33,5  |
| | Fredrik Åkerblom | 297    | 25,0  |
| | Övriga           | 12     | 1,0   |
| Giltiga röster | Giltiga röster   | 1 188  | 100,0 |
| Valdeltagande: 1 192 eller 17,0 %. Valet ägde rum den 21 februari 1890. Källa: Göteborgs Aftonblad 22 februari 1890. |                  |        |       |

| 1892 I                                                                                                | 1892 I              | 1892 I | 1892 I |
| Kandidat                                                                                              | Kandidat            | Röster | %      |
| --- | ------------------- | ------ | ------ |
| | Edvard Herman Rodhe | 534    | 34,9   |
| | Henrik Ahrenberg    | 519    | 33,9   |
| | Philip Leman        | 475    | 31,0   |
| | Övriga              | 3      | 0,2    |
| Giltiga röster                                                                                        | Giltiga röster      | 1 531  | 100,0  |
| Valdeltagande: 1 531 eller 19,3 %. Valet ägde rum den 24 maj 1892. Källa: Dagens Nyheter 25 maj 1892. |                     |        |        |

| 1892 II | 1892 II               | 1892 II | 1892 II |
| Kandidat | Kandidat              | Röster  | %       |
| --- | --------------------- | ------- | ------- |
| | Carl Fredrik Winkrans | 1 813   | 69,1    |
| | Philip Leman          | 808     | 30,8    |
| | Erik Ericson          | 4       | 0,1     |
| Giltiga röster                                                                                               | Giltiga röster        | 2 625   | 100,0   |
| Valdeltagande: 2 628 eller 55,1 %. Valet ägde rum den 7 oktober 1892. Källa: Göteborgsposten 8 oktober 1892. |                       |         |         |

| 1900 | 1900               | 1900   | 1900  |
| Kandidat | Kandidat           | Röster | %     |
| --- | ------------------ | ------ | ----- |
| | Jean Kinnman       | 1 386  | 65,7  |
| | Henrik Wetterström | 682    | 32,3  |
| | Övriga             | 43     | 2,0   |
| Giltiga röster | Giltiga röster     | 2 111  | 100,0 |
| Valdeltagande: 2 113 eller 19,7 %. Valet ägde rum den 19 januari 1900. Källa: Göteborgs Aftonblad 20 januari 1900. |                    |        |       |

| 1905 | 1905             | 1905   | 1905  |
| Kandidat                                                                                                 | Kandidat         | Röster | %     |
| --- | ---------------- | ------ | ----- |
| | Rudolf Kjellén   | 1 906  | 51,9  |
| | August Wijkander | 1 766  | 48,1  |
| Giltiga röster                                                                                           | Giltiga röster   | 3 672  | 100,0 |
| Valdeltagande: 3 683 eller 44,3 %. Valet ägde rum den 30 juni 1905. Källa: tidningen Kalmar 1 juli 1905. |                  |        |       |

| 1907 | 1907             | 1907   | 1907  |
| Kandidat | Kandidat         | Röster | %     |
| --- | ---------------- | ------ | ----- |
| | Anders Lindblad  | 3 936  | 39,8  |
| | Erik Trana       | 3 517  | 35,5  |
| | Henrik Almstrand | 2 441  | 24,7  |
| | Övriga           | 2      | 0,0   |
| Giltiga röster | Giltiga röster   | 9 896  | 100,0 |
| Valdeltagande: 9 909 eller 49,0 %. Valet ägde rum den 13 december 1907. Källa: tidningen Dalpilen 17 december 1907. |                  |        |       |